# Comlod, Bistrița-Năsăud
Comlod, mai demult Comlodu (în dialectul săsesc Komelodn, în germană Komeloden, Hopfengarten, în trad. "Grădina cu hamei", în maghiară Komlód, Komolód, Komlós) este un sat în comuna Milaș din județul Bistrița-Năsăud, Transilvania, România.

## Istorie
- Satul este atestat documentar în anul 1322 sub numele Comlos.
- Mihai Apafi I donează satul lui Pál Wesselényi
- Până în 1810 a fost condus de consiliul adunării Bisericii Refomate.

### Nume
Ereditatea numelui provine din cuvântul maghiar komló ce înseamnă „hamei” la care s-a adăugat sufixul „-d”.

### Monumente istorice
- Biserica reformată construită în secolul al XIV-lea în stil gotic. În partea vestică fiind mormântul Annei Horváth, iar în partea estică al lui Péter Horváth.
- Castelul Teleki terminat în 1756 în stil baroc de către nobilul István Wesselényi și soția sa Polixénia Daniel. Basorelieful de la intrare este făcut de Anton Schuchbauer. În secolul al XIX-lea devine proprietate a Familiei Teleki.
- Clădirea fostei „Școli Maghiare Civile” terminată în 1912, însă în funcțiune din 1896 unde au învățat maghiarii din Comod și Orosfoia.
- Biserica de lemn „Sfântul Ioan Botezătorul", inițial biserică Greco-Catolică construită în secolul al XIX-lea dar adusă în sat doar în 1915 după ce vechea biserică s-a dărâmat în 1912.

## Galerie de imagini

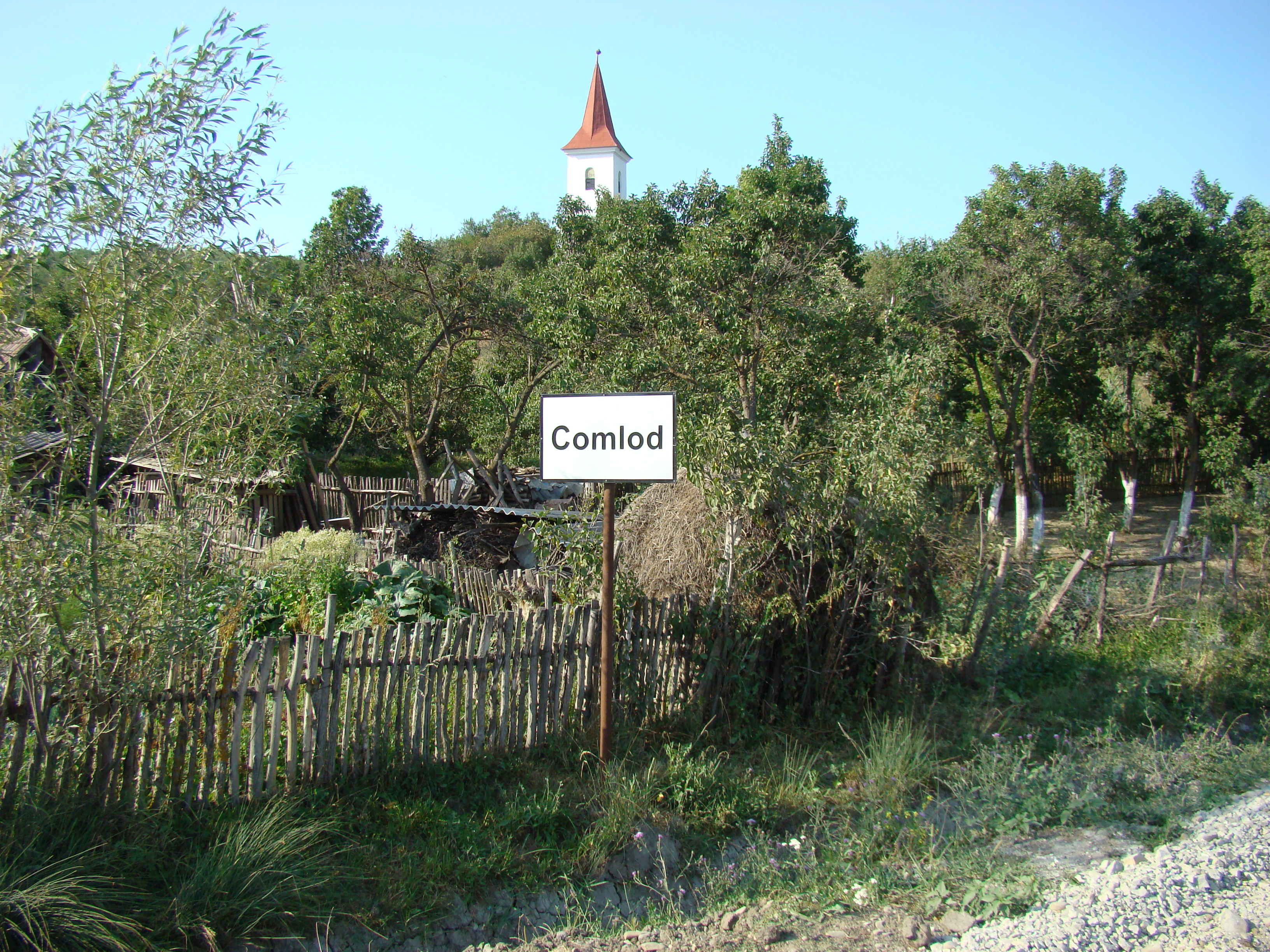
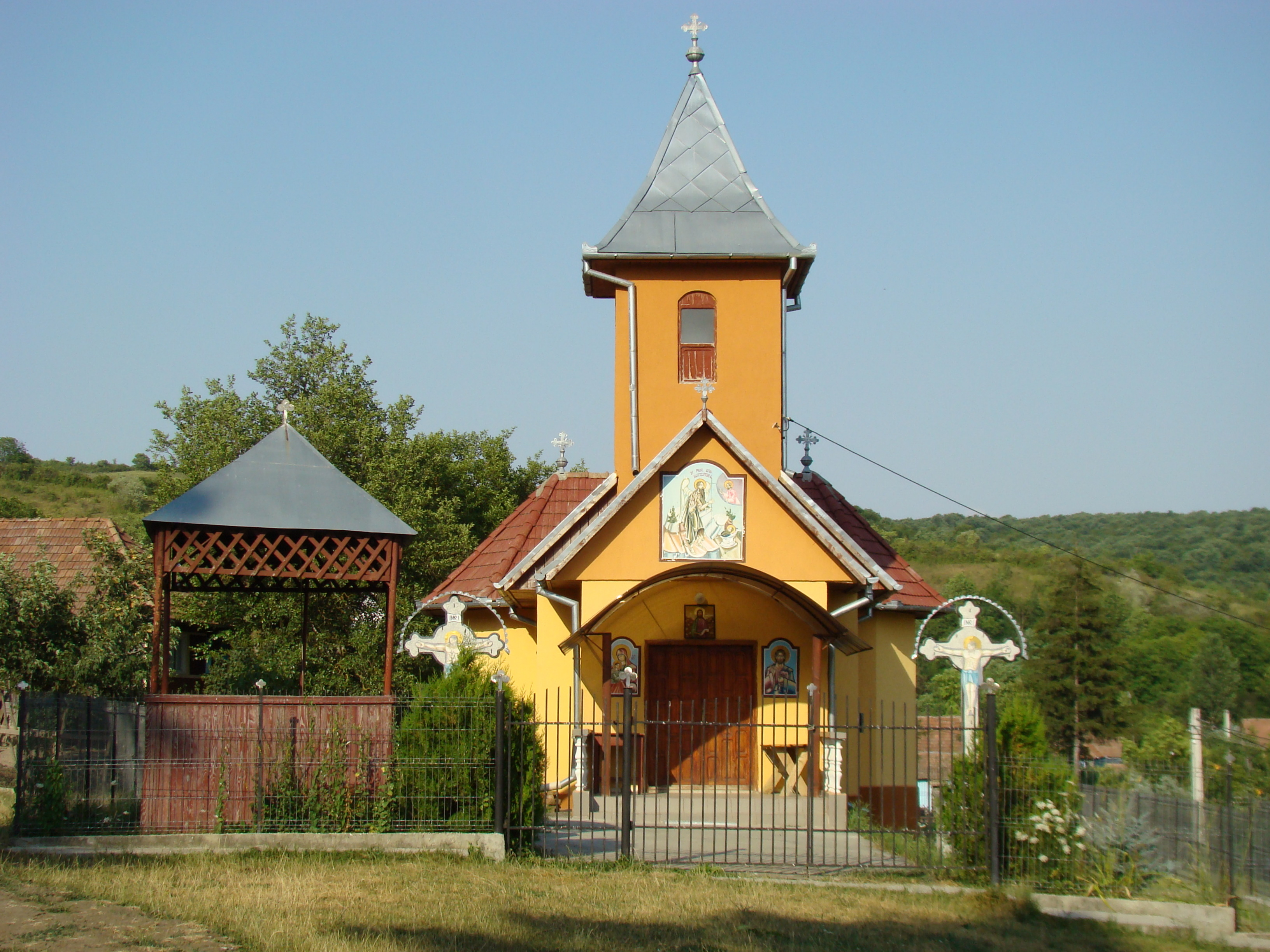
Biserica ortodoxă „Sfântul. Ioan Botezătorul”
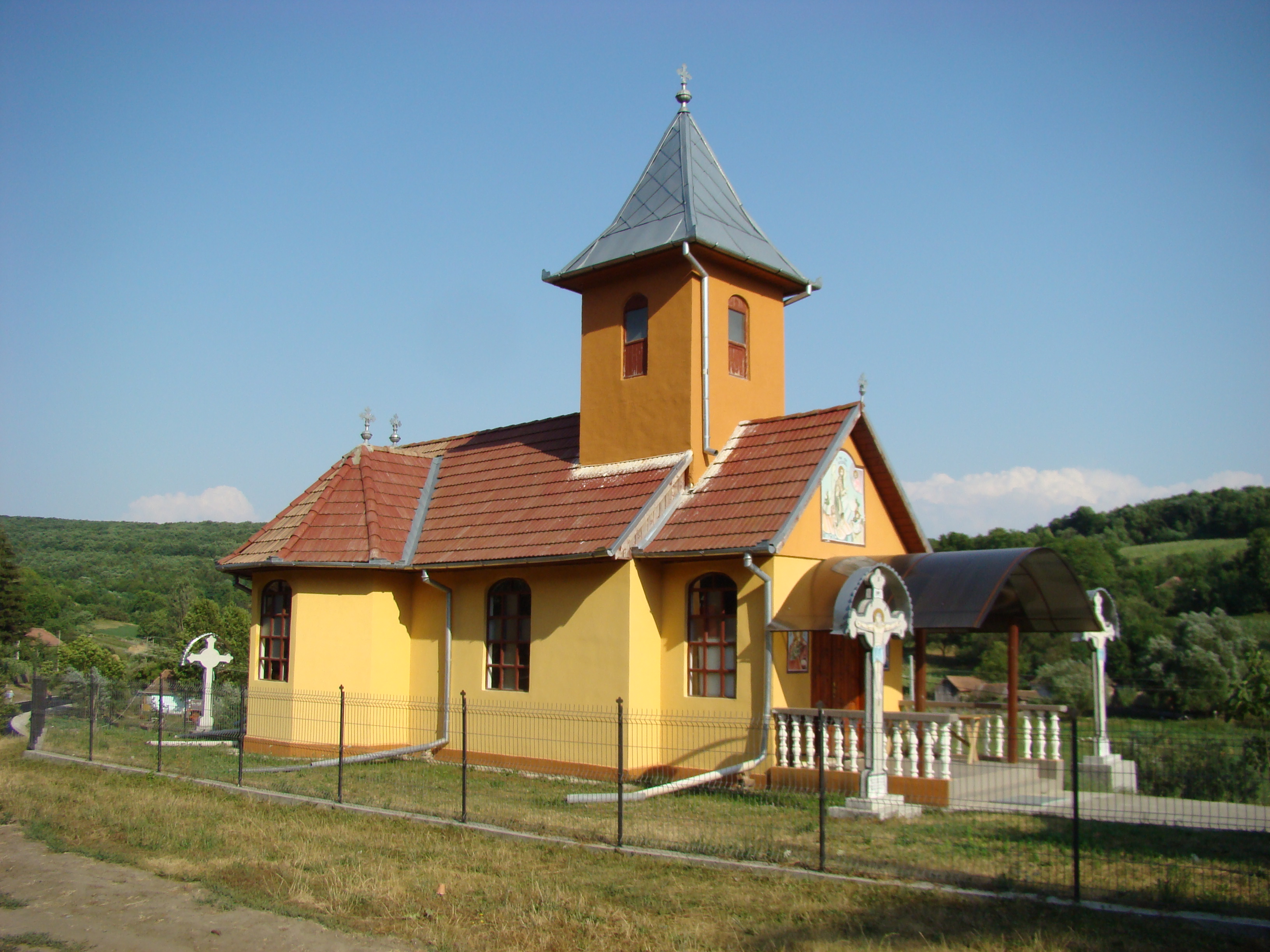
Biserica ortodoxă „Sfântul. Ioan Botezătorul”
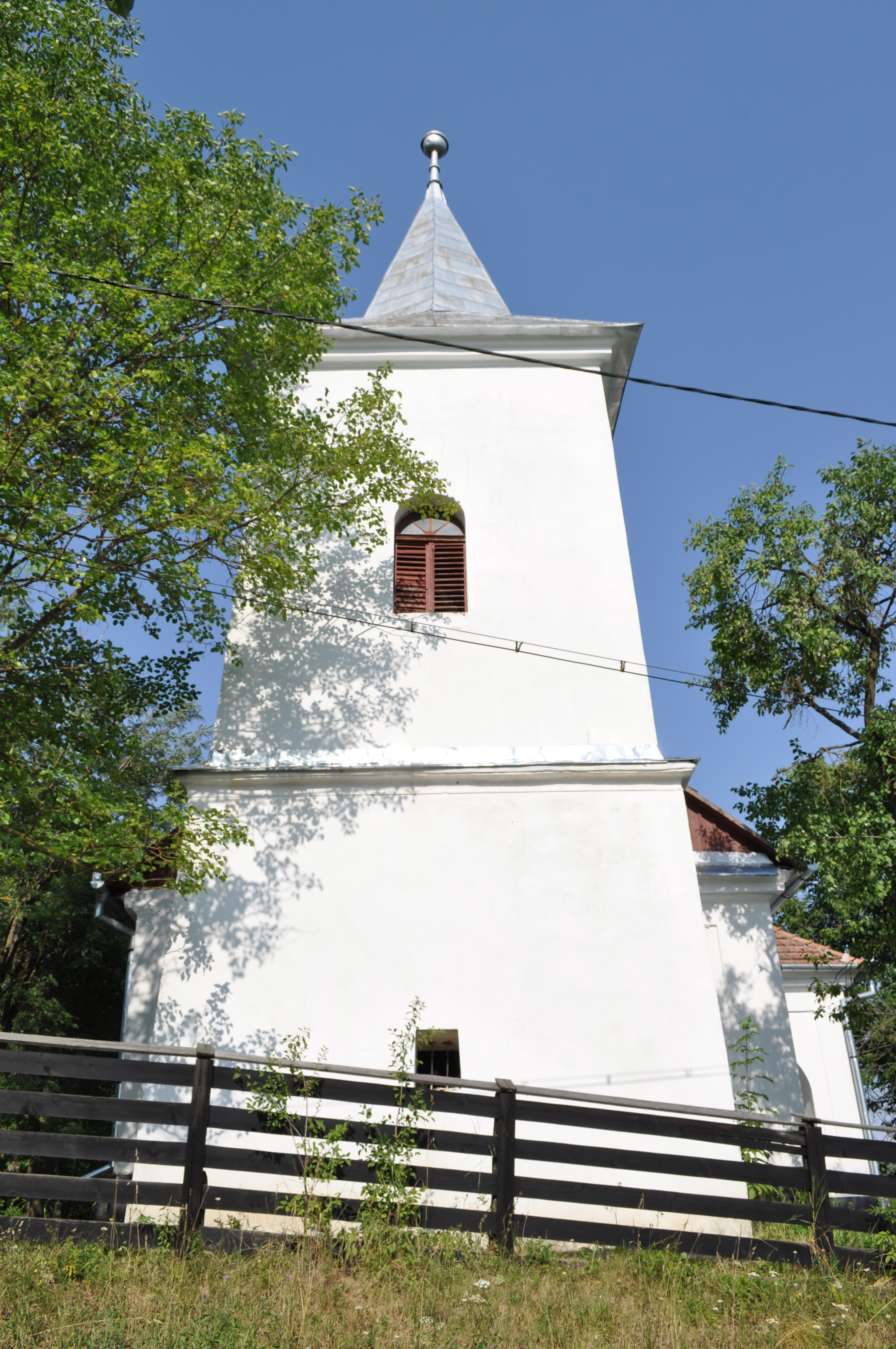
Biserica reformată
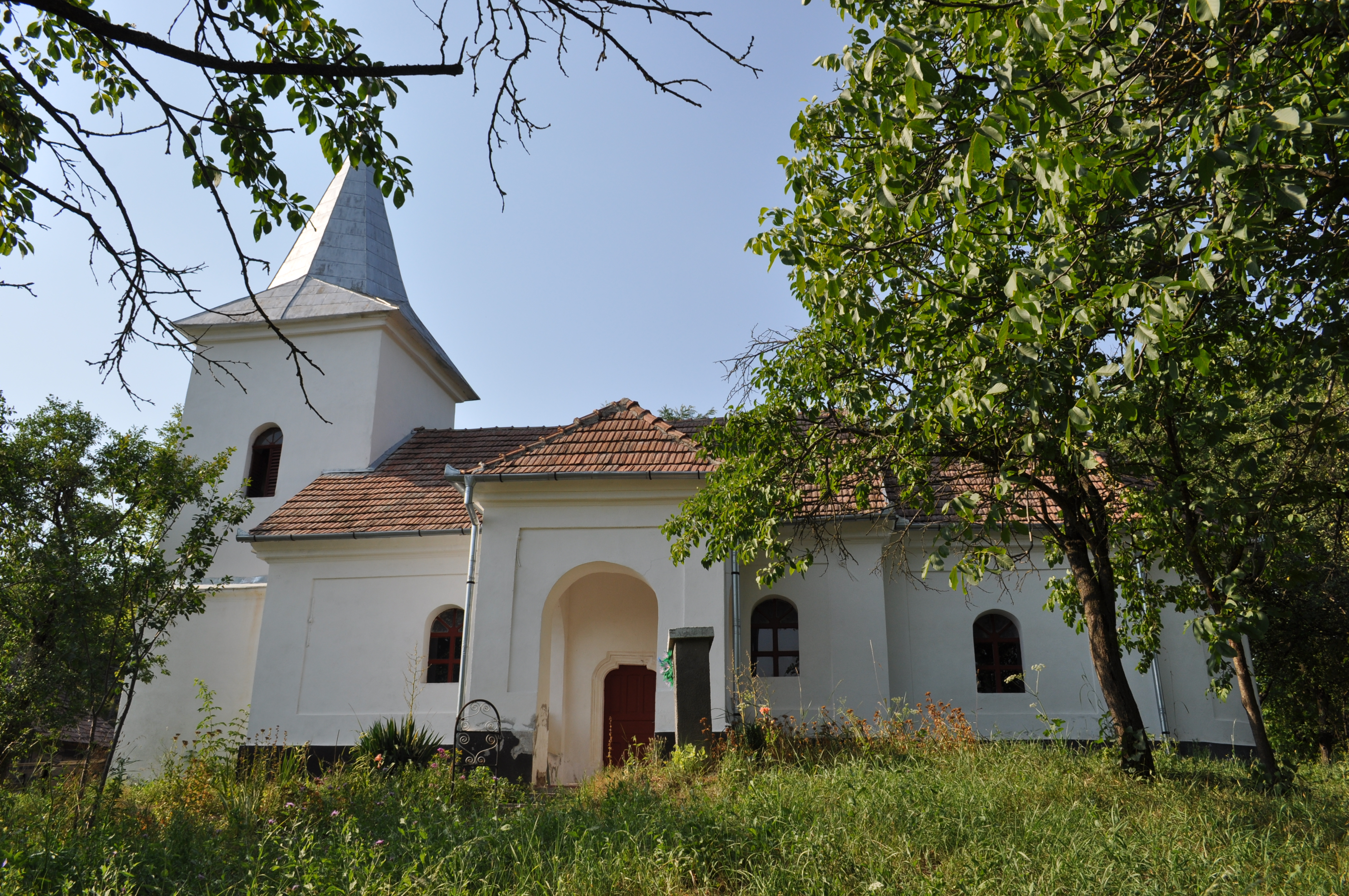
Biserica reformată
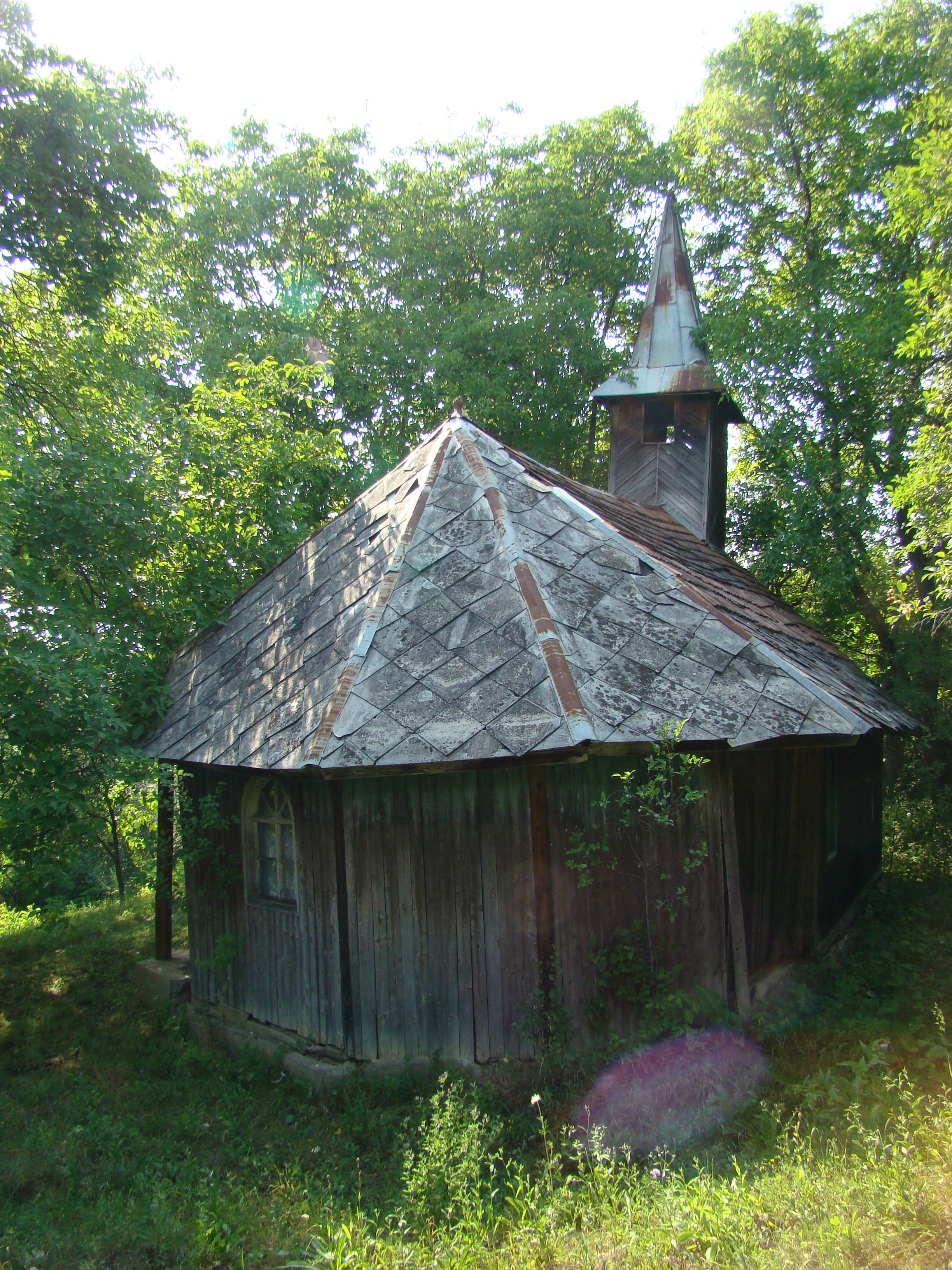
Biserica de lemn „Sfântul Ioan Botezătorul"
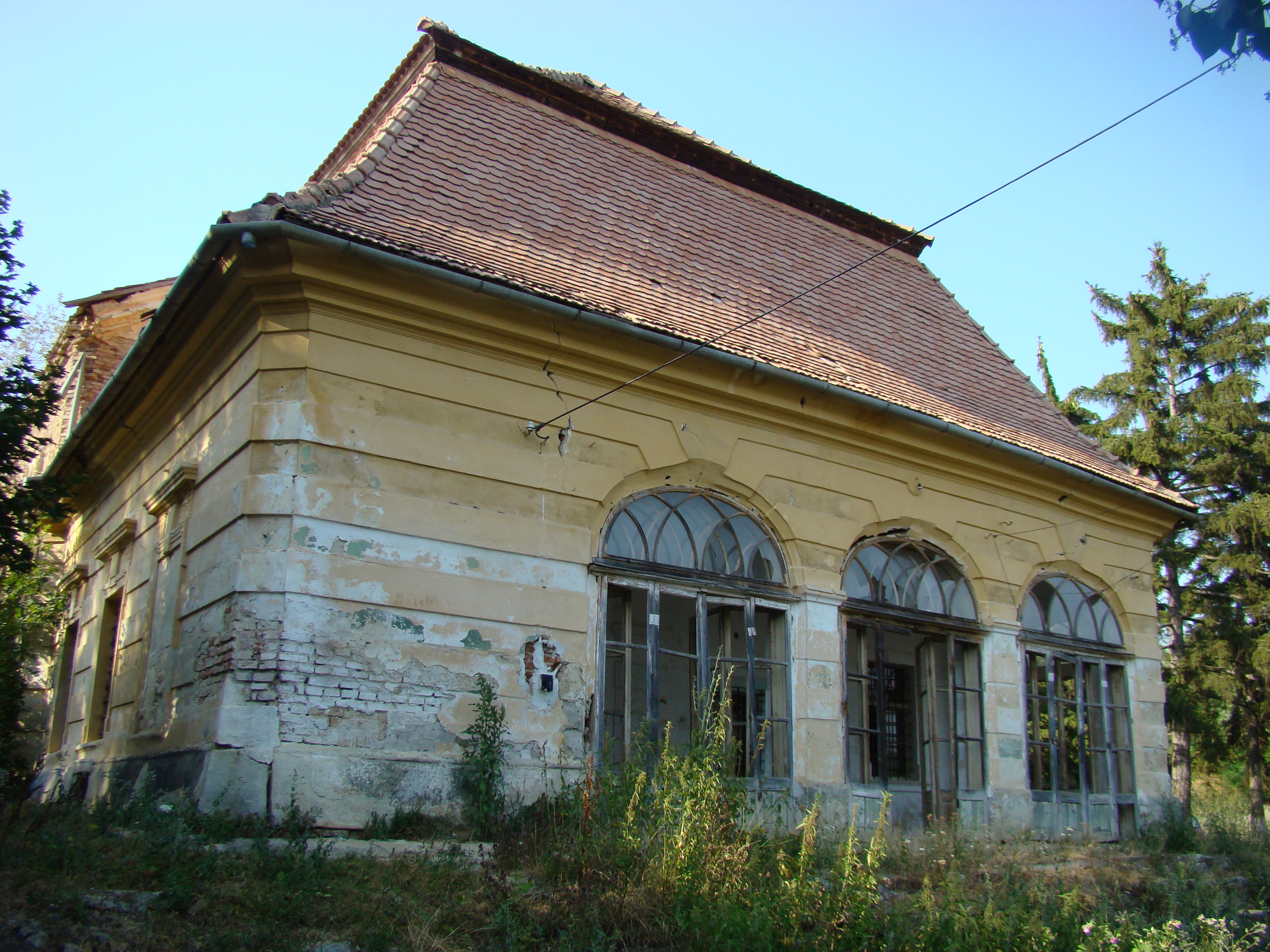
Castelul Teleki
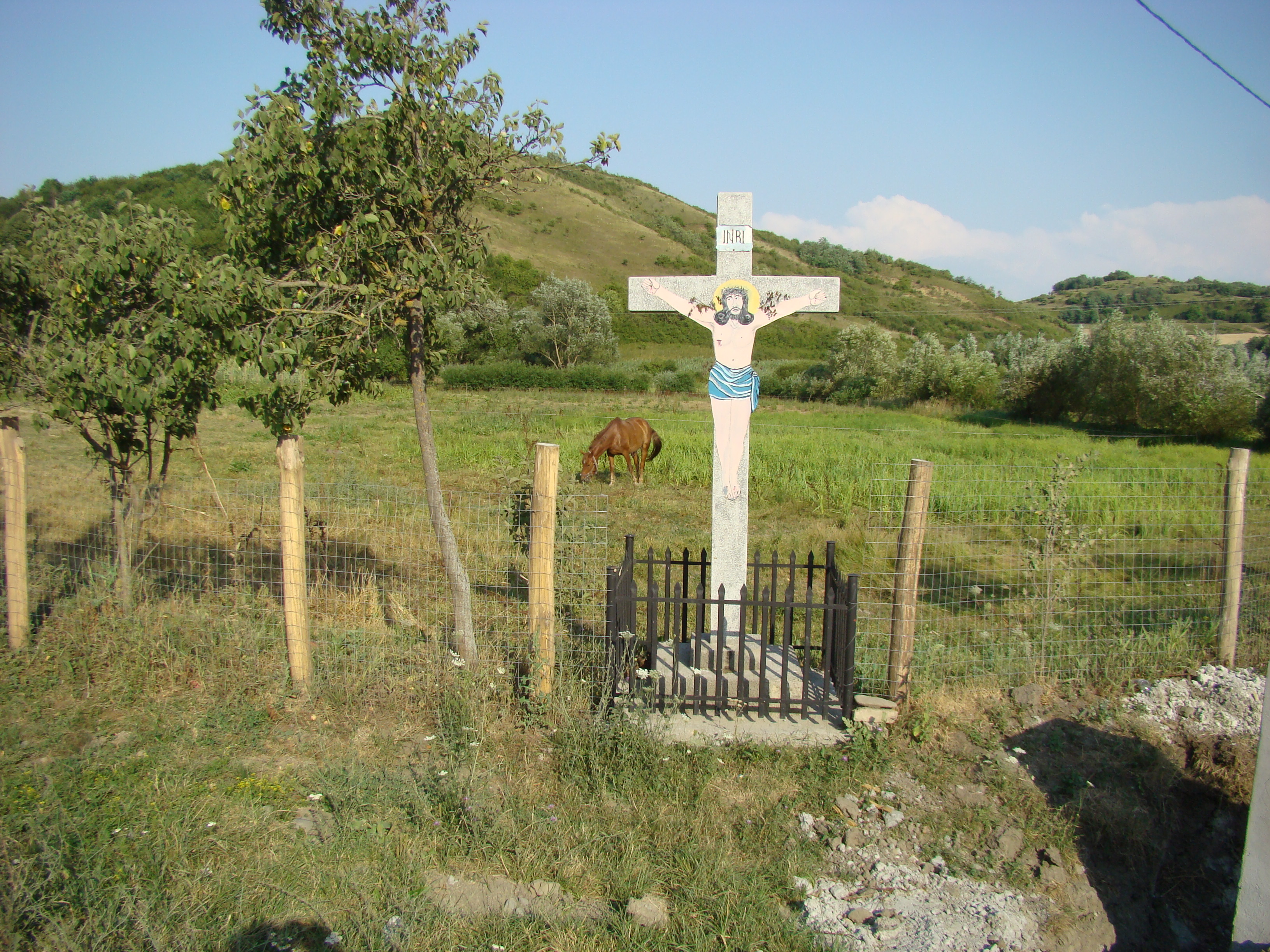
Troiță la intrarea în sat
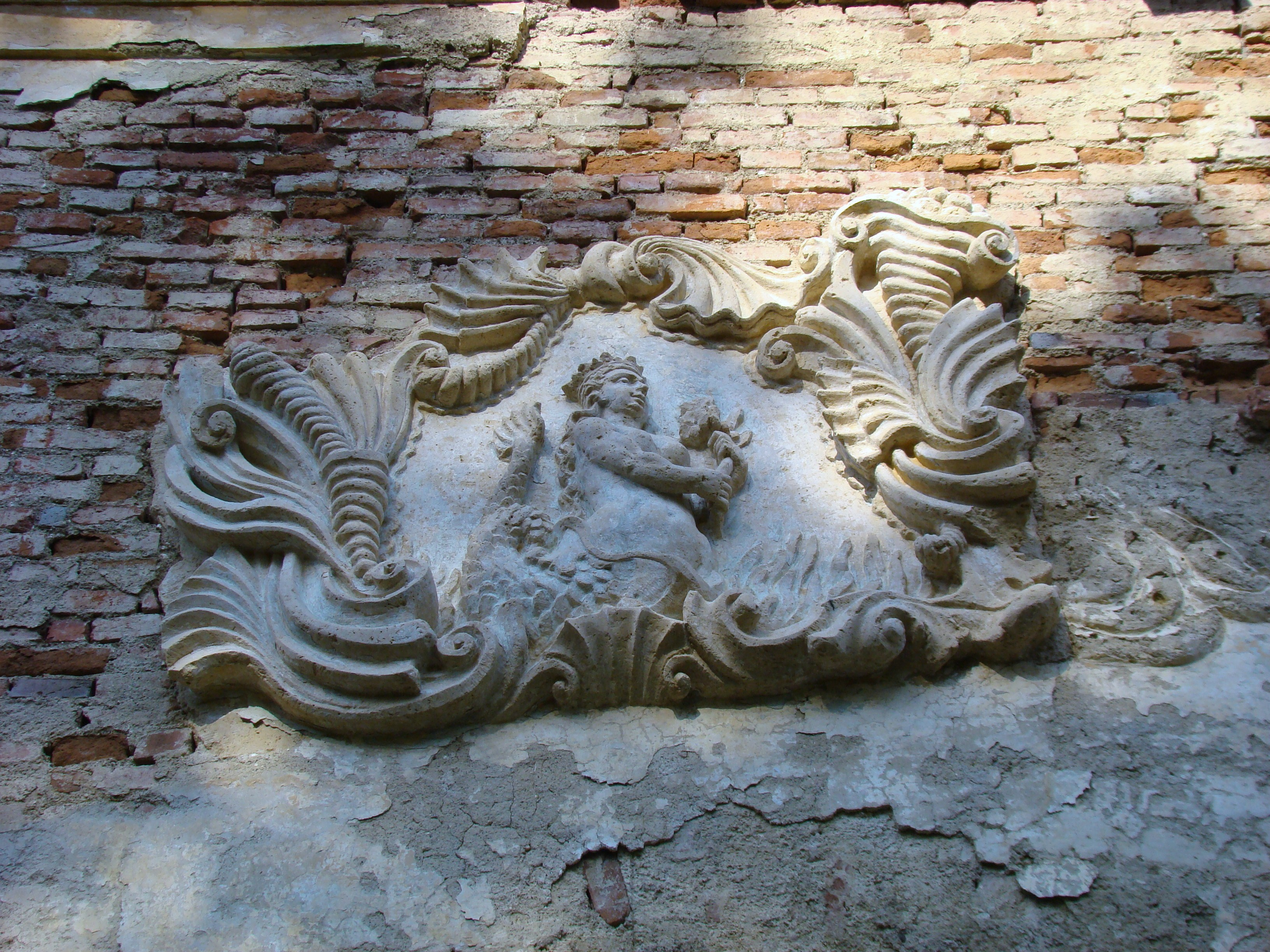
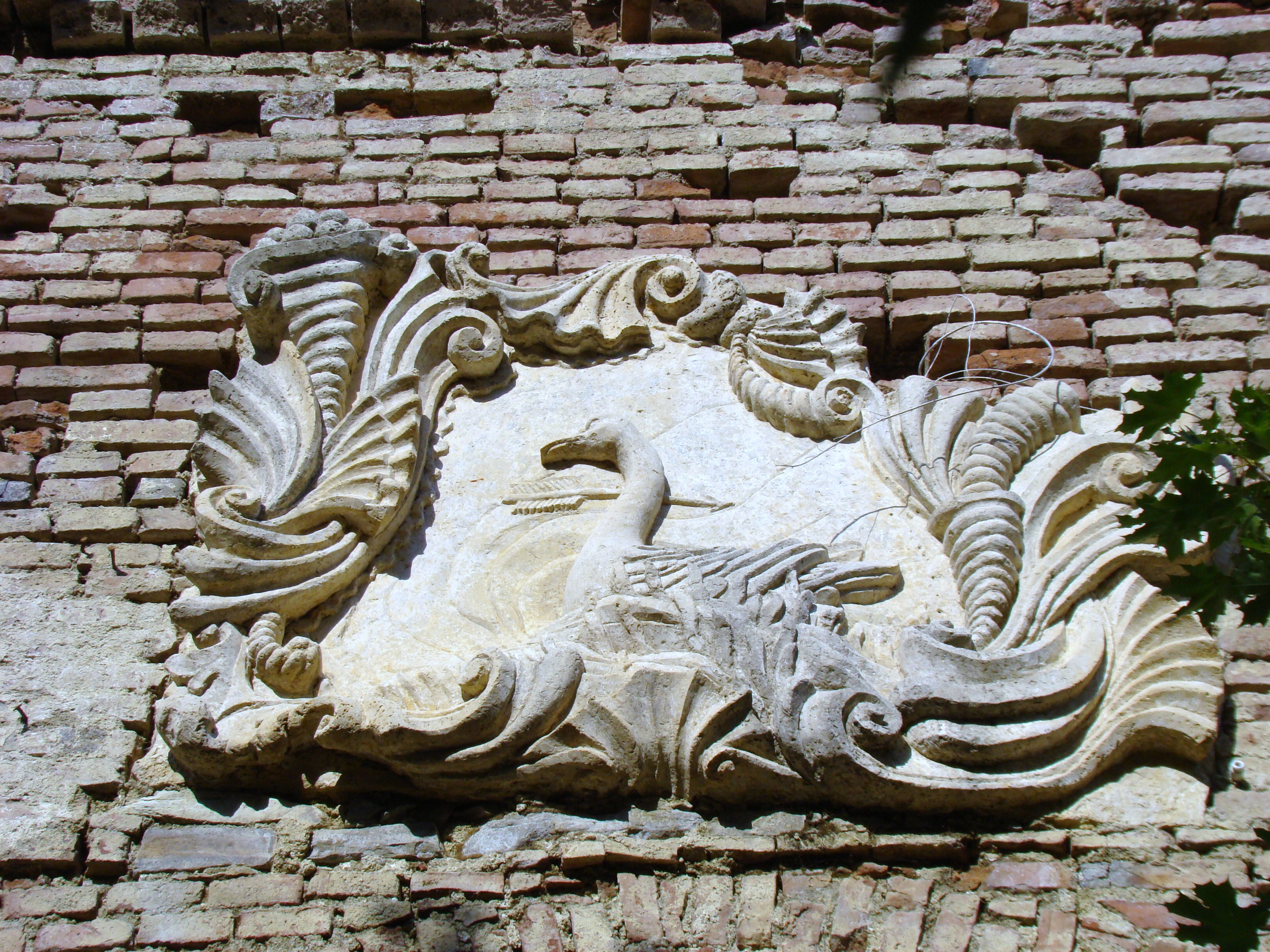
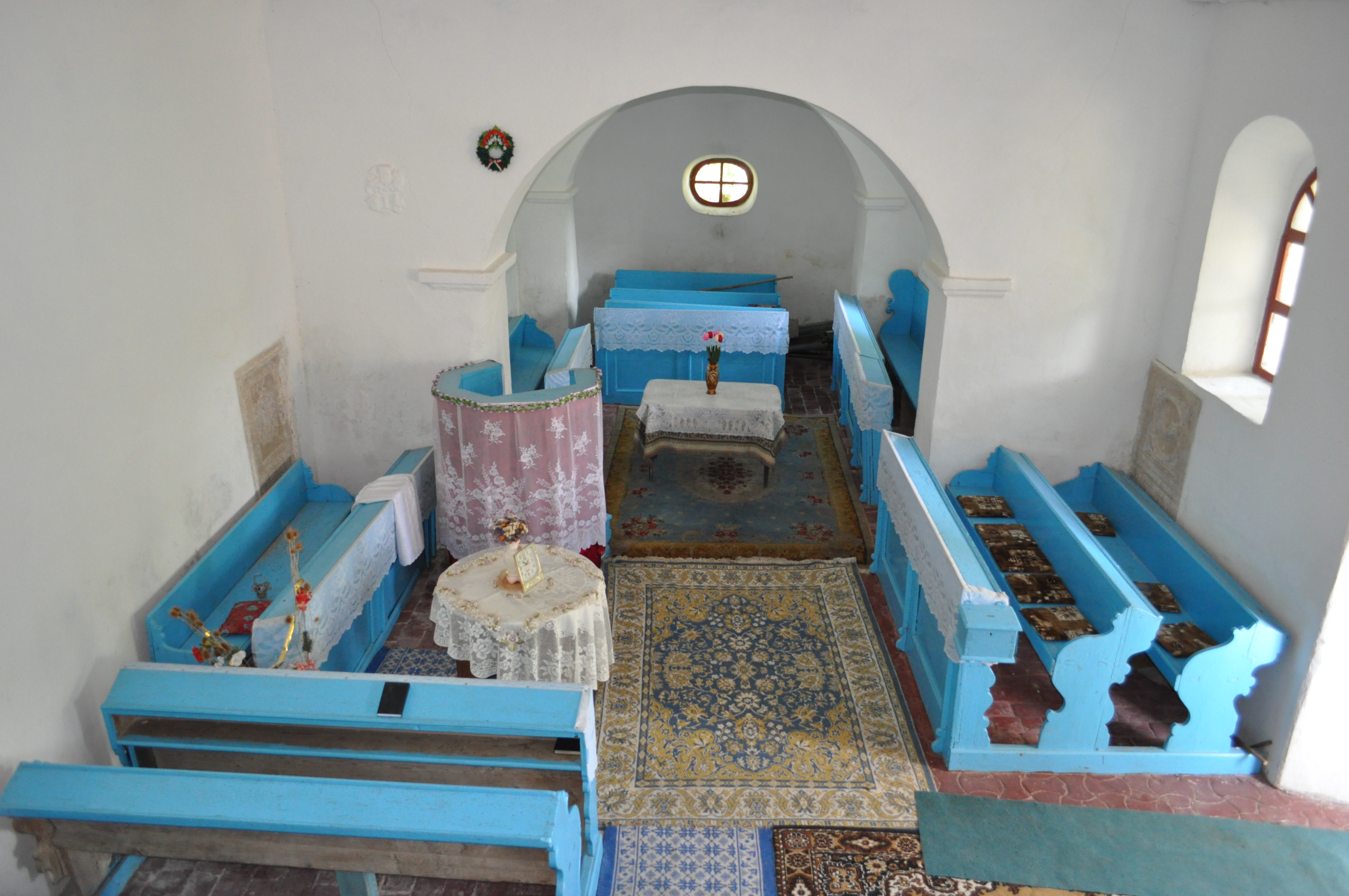
Interiorul Bisericii Reformate.
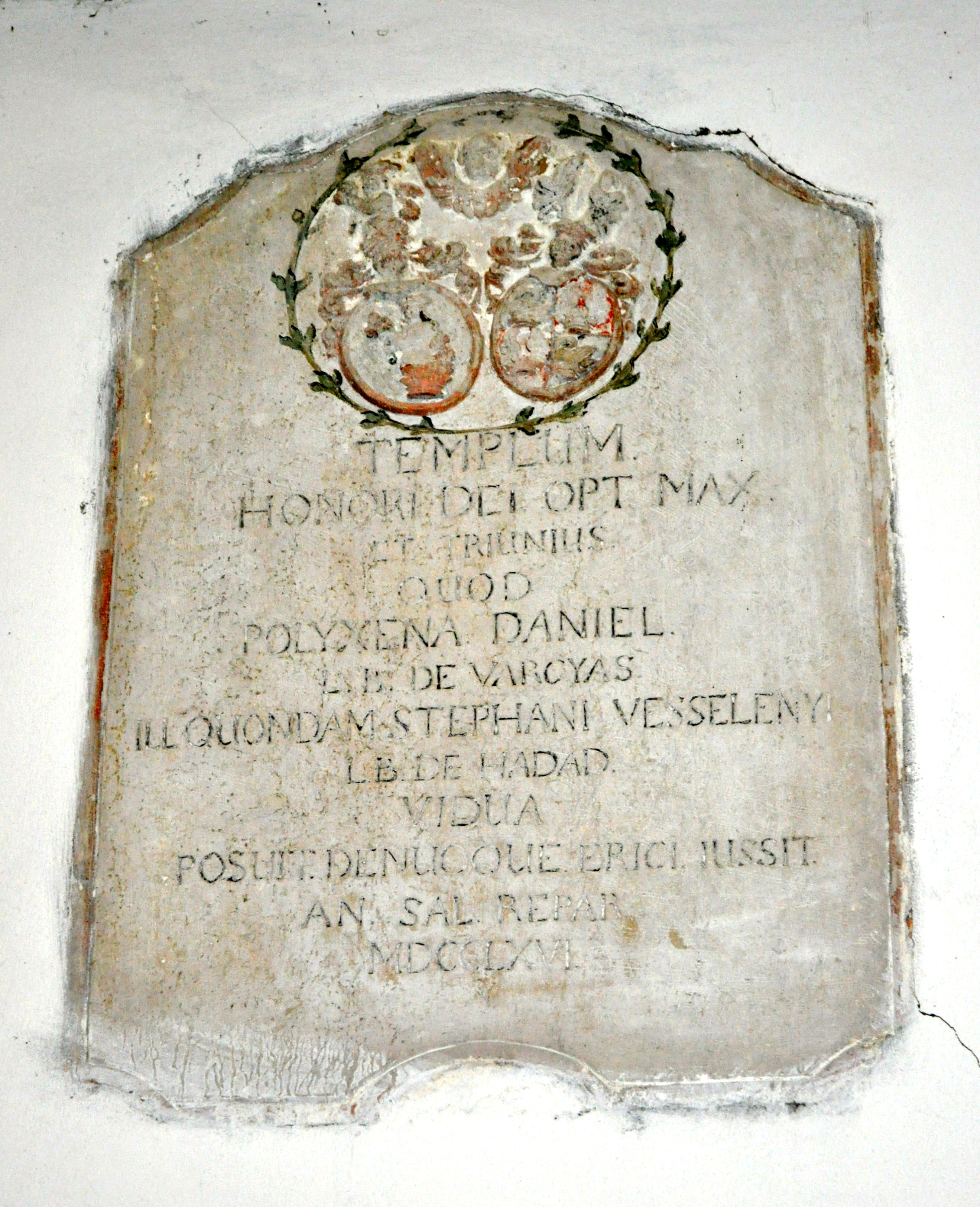
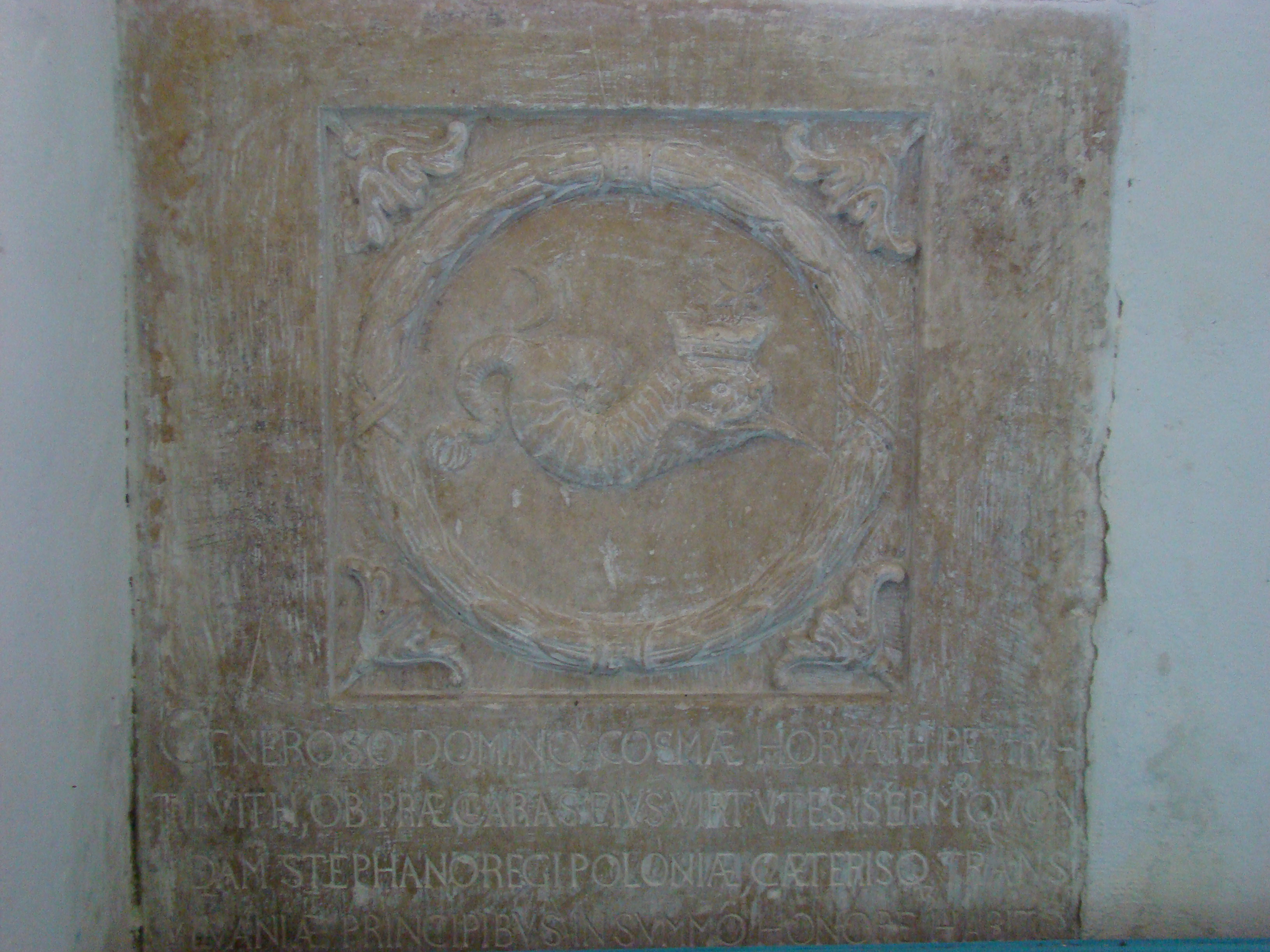
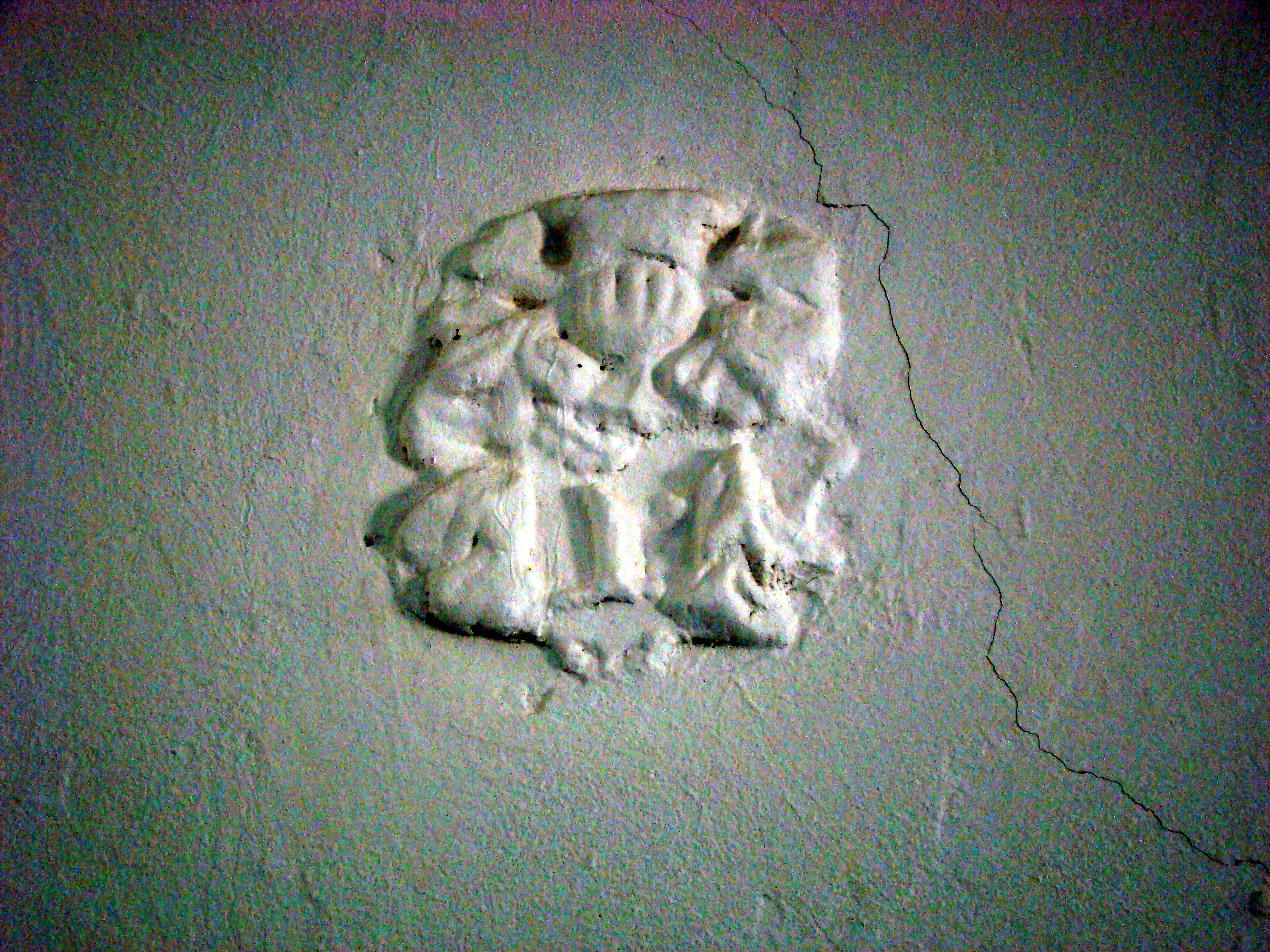

## Demografie
Componența etnică a satului Comlod (1890)
     Maghiari (56,25%)
     Români (43,75%)
Componența etnică a satului Comlod (2001)
     Maghiari (18%)
     Români (82%)

### 1890
La recensământul din 1890 populația satului era de 448 de locuitori, dintre care 196 români și 252 maghiari.

### 2001
La recensământul din 2001 populația satului era de 189 de locuitori, dintre care 155 români și 34 maghiari.